# Lista de áreas protegidas em Angola
As áreas protegidas em Angola ocupam 82 000 km², correspondem a 6,6 % da superfície do país, distribuídos por 6 Parques Nacionais, 1 Parque Natural Regional, 2 Reservas Naturais Integrais e 4 Reservas Naturais Parciais. Se considerarmos também 18 Reservas Florestais e diversas coutadas, atingimos 188.650Km².

## Parques Nacionais
- Parque Nacional da Quissama - Área: 9 600 km²[2]
- Parque Nacional da Cangandala - Área: 600 km²[3]
- Parque Nacional do Bicuar - Área: 7 900 km²[4]
- Parque Nacional de lona - Área: 15 150 km²[5]
- Parque Nacional da Cameia - Área: 14 450 km²[6]
- Parque Nacional da Mupa - Área: 6 600 km²[7]
- Parque Nacional do Maiombe
- Parque Nacional do Luengue-Luiana - Área: 22 610 km²[8]
- Parque Nacional da Mavinga - Área: 5 950 km²[9]

## Parque Regional
- Parque Regional da Cimalavera - Área: 150nbsp;112 km²[10]

## Reservas Naturais Integrais
- Reserva Natural Integral do Luando - Área: 8nbsp;280 km²[11]
- Reserva Natural Integral do Ilhéu dos Pássaros - Área: 1,7 km²[12]

## Reservas Naturais Parciais
- Reserva Parcial de Luiana - Área: 8nbsp;400 km²
- Reserva Parcial do Búfalo - Área: 400 km²[13]
- Reserva Parcial do Namibe - Área: 4nbsp;450 km²[14]
- Reserva Parcial de Mavinga - Área: 5nbsp;950 km²

## Reservas Florestais
- Reserva Florestal do Kibaxi-Piri - Área: 200 km²
- Reserva Florestal de Kibinda - Área: 100 km²
- Reserva Florestal do Caminho-de-ferro de Malanje - Área: 200 km²
- Reserva Florestal de Samba-Lucala - Área: 400 km²
- Reserva Florestal do Kakongo - Área: 650 km²
- Reserva Florestal do Golundo-Alto/Kuanza-Norte - Área: 558 km²
- Reserva Florestal do Béu - Área: 1 400 km²
- Reserva Florestal de Calulama - Área: 800 km²
- Reserva Florestal do Kavongue - Área: 39 km²
- Reserva Florestal entre o Cubal e a Catumbela - Área: 600 km²
- Reserva Florestal do Chongoroi - Área: 650 km²
- Reserva Florestal do Catupe - Área: 150 km²
- Reserva Florestal do Luena - Área: 1 800 km²
- Reserva Florestal do Lucusse - Área: 2 450 km²
- Reserva Florestal do Cassai - Área: 190 km²
- Reserva Florestal do Macondo - Área: 750 km²
- Reserva Florestal do Luisavo - Área: 400 km²
- Reserva Florestal do Guelengue e Dongo - Área: 1 200 km²
- Reserva Florestal da Umpulo - Área: 4 500 km²

## Ligações Externas
- Parques de Angola